# Lolei
Lolei je najsjeverniji kmerski hram u distriktu Roulos (druga dva su Bakong i Preah Ko) iz 9. stoljeća u Angkoru, Kambodža. Izgradio ga je kralj Yasovarman I. i posvetio Šivi i kraljevskoj obitelji Kmerskog Carstva 893. godine. On je bio posljednji od kraljevskih hramova prijestolnice Hariharalaya, prije nego što je prijestolnicu prebacio južnije u novoosnovani Yasodharapura (danas Angkor). Zapravo se vjeruje da je ime ovog hrama krnji naziv samog grada Hariharalaya, koji znači "Grad Harihara", tj. grad ujedinjenja božanstava Višnua (Hari) i Šive (Hara).
Hram se nekada nalazio na otoku, sjeverno od središta, danas presušenog, baraya (kmerskog vještačkog bazena za navodnjavanje) Indratataka kojeg je netom prije izgradnje hrama dovršio otac Yasovarmana, kralj Indravarman I. Lolei se sastoji od četiri tornja od opeke oko kvadratične terase. Svaki toranj je bio posvećen jednom pripadniku kraljevske obitelji (niži za roditelje, a viši za njihove roditelje, te prednji za muškarce a zadnji za žene). Izvorno je hram bio okružen kvadratičnim obzidom s gopurama (monumentalnim portalima) koji nije sačuvan. Danas se pored njega nalazi samostan, izgrađen na mjestu ašrama iz 9. stoljeća.
Tornjevi hrama su poznati po svojim ukrasima, kao što su lažna vrata i njihovi izrezbarene niše s figurama devatasa i dvarapalasa, ali i nadvratnik od pješčenjaka s prikazom Indre na troglavom slonu Airavati okružen zmijolikim čudovištima makarasima i višeglavim nagasima.
Od 1992. godine Lolei je, kao dio Angkora, na popisu svjetske baštine UNESCO-a.
- Samostan pored jednog od tornjeva Loleija
- Stupovi Loleija
- Slavni nadvratnik
- Jedan od devatasa u niši tornja